# Alternatieve kosten
Alternatieve kosten, ook wel opportuniteitskosten (van het Duitse: Opportunitätskosten) of opofferingskosten, zijn de kosten van een economische keuze uitgedrukt in termen van de beste gemiste kans: het waardeert de niet gerealiseerde opbrengst van het best mogelijke alternatief ten opzichte van de uiteindelijk genomen beslissing (Kiezen is verliezen). De winst die aan de hand van deze kosten wordt behaald, is de economische winst.
De opportuniteitskosten zijn dus ruimer dan de boekhoudkundige kosten. De boekhoudkundige kosten geven enkel een monetaire (in geld uitgedrukte) waardering van het bedrag dat wordt uitgegeven om iets te verwerven of te doen. De opportuniteitskosten gaan daarenboven na wat een eventueel alternatief gebruik van middelen zou hebben kunnen opleveren.

## Voorbeelden
Enkele voorbeelden van opportuniteitskosten zijn:
- Een bedrijf bezit een stuk grond en kan dat gebruiken om een kantoor op te bouwen. Een alternatief is om een vergelijkbaar bestaand kantoor te kopen. Nieuwbouw kost 1.000.000 euro. Het bestaande gebouw kost 1.200.000 euro. In eerste instantie lijkt nieuwbouw dus goedkoper. Maar bij deze redenering worden de alternatieve kosten van het gebruiken van het stuk land voor nieuwbouw over het hoofd gezien. Het stuk land dat het bedrijf bezit, kan namelijk verkocht worden, de alternatieve kosten van het gebruiken van het stuk land voor nieuwbouw zijn gelijk aan de verkoopprijs van het stuk land. Als de verkoopprijs van het stuk land groter is dan 200.000 euro, bedragen de totale economische kosten van nieuwbouw meer dan 1.200.000 euro. Als de verkoopprijs – de alternatieve kosten van het gebruiken van het stuk land voor nieuwbouw – bijvoorbeeld 300.000 euro bedraagt, dan bedragen de totale economische kosten van nieuwbouw 1.300.000 euro. Het kopen van een bestaand kantoor is dan de beste keuze, aangezien de totale economische kosten van het kopen van een bestaand kantoor 1.200.000 euro bedragen.
- Een zelfstandige wil een tevredenheidsenquête bij zijn klanten uitvoeren. Hij kan dat door een marketingbureau laten doen voor 1000 euro. Hij kan het ook zelf doen, maar als hij die tijd meer dan 1000 euro kan verdienen, dan kan hij de enquête het beste laten uitvoeren door het marketingbureau. De alternatieve kosten zijn dan hoger dan de kosten van het marketingbureau.
- Wie een universitaire studie aanvangt, brengt de uitgaven voor collegegeld, boeken, verblijf en dergelijke in rekening als een kostprijs van de studie. De berekening van de opportuniteitskosten gaan echter verder; deze houden ook rekening met het inkomen dat iemand had kunnen verdienen door in die jaren niet te studeren, maar een betaalde baan aan te nemen.
- Wie spaargeld investeert in een risicoproject zal rekening houden met de opportuniteitskosten van dat geld, namelijk de opbrengst van dat spaargeld in een veilige belegging.
- De opportuniteitskosten van de benodigde grond voor een kleine woning aan zee verhogen enorm indien men zich realiseert dat op diezelfde oppervlakte een hoogbouwproject met talrijke appartementen zou kunnen worden gerealiseerd.

## Economische keuzes en netto contante waarde
Economie houdt zich in essentie bezig met de problematiek van de schaarste, en de keuzes die hieruit voortvloeien. De kosten-baten-analyse, met inbegrip van het onderzoek van de opportuniteitskosten, is dan ook een van de belangrijkste instrumenten van het economisch beslissingsproces. Zeker voor ingezette middelen, waarvoor men niet beschikt over een duidelijke marktprijs (publieke ruimte, tijd, ...) is het verstandig om op zoek te gaan naar de opportuniteitskosten, en op die manier een prijs te berekenen, die in de economische literatuur ook wel de schaduwprijs wordt genoemd. Elke dag een lange wandeling door het bos maken, is dan economisch niet meer kosteloos: het wordt geprijsd in verhouding tot het geld dat verdiend had kunnen worden door tijdens die uren te werken.
Een winstoptimaliserend bedrijf zal alleen investeringen met een positieve netto contante waarde accepteren. Oftewel, de investering met de hoogste netto contante waarde is het meest gunstig en dat is afhankelijk van de door het bedrijf gehanteerde minimum gewenste rendabiliteit. Bij het bepalen van de netto contante waarde van een investeringsvoorstel dient gerekend te worden met het rendement dat met een alternatieve investering verdiend zou kunnen worden bij eenzelfde risico, bijvoorbeeld door het geld op de bank te zetten of door een ander project te kiezen.